# علامة سي إي
علامة سي إي (بالإنجليزية: CE marking)‏ هي علامة توضع على بعض أنواع البضاعة، ولهذه العلامة معنيان مختلفان جداً، يمكنك التأكد من المنتج حيث يوجد أيضاً صنع في الدولة الأم توجد شركة في فرنسا وفي هولندا.
وضعت علامة سي إي من قبل التجمع الأوروربي في الثمانينات وهي اختصار للجنة الأوروبية أو التجمع الأوروبي والذي منه انطلقت فكرة السوق المشتركة الأوروبية.
من أجل نقل البضائع ضمن دول السوق الأوروبية بسهولة وبدون إعادة فحص المنتجات الواردة إلى السوق الأوروبية من قبل كل عضو أو دولة أوروبية، كانت فكرة وضع معايير وقوانين تنظم وتصف شروط ومواصفات كل منتج مستورد إلى دولة من دول السوق الأوروبية المشتركة. مثلاً تستورد فرنسا منتج من الصين بمواصفات معينة، هذا المنتج لا يسمح بإعادة تصديره إلى ألمانيا أو بيعه هناك دون إعادة فحصه في ألمانيا للتأكد من مطابقته لمواصفات ومعايير ألمانيا. ولكن لو كان هذا المنتج يحمل علامة سي إي سيكون من السهل جداً بيعه مجدداً في ألمانيا دون إعادة فحصه لأن هذه العلامة تعني أن المنتج موافق للمعايير الأوروبية عموماً.
المنتجات التي تحمل علامة سي إي يمكن نقلها بحرية ضمن دول السوق الأوروبية المشتركة دون عوائق.
لكل صنف من المنتجات معايير مختلفة وضعتها اللجنة الأوروبية المشتركة مثل معايير للمنتجات الطبية ومعايير للمنتجات الإلكترونية وغيرها.
- المنتج يتبع لقوانين الجودة والأمن والسلامة الموجودة في دول الاتحاد الأوروبي (Comunità Europea).